# Comuna Drozdovîțea, Horodnea
Drozdovîțea (în ucraineană Дроздовиця) este o comună în raionul Horodnea, regiunea Cernihiv, Ucraina, formată din satele Budîșce, Dîhanivka și Drozdovîțea (reședința).

## Demografie
Componența lingvistică a comunei Drozdovîțea
     Ucraineană (96,01%)
     Rusă (3,03%)
     Alte limbi (0,96%)
Conform recensământului din 2001, majoritatea populației comunei Drozdovîțea era vorbitoare de ucraineană (96,01%), existând în minoritate și vorbitori de rusă (3,03%).